# تپه خزانه (درگز)
تپه خزانه مربوط به دوره غزنوی - دوره سلجوقی است و در شهرستان درگز، داخل روستای گپی واقع شده و این اثر در تاریخ ۲۲ مرداد ۱۳۸۴ با شمارهٔ ثبت ۱۳۱۹۳ به‌عنوان یکی از آثار ملی ایران به ثبت رسیده‌است.